# Ligeti tölcsérgomba
A ligeti tölcsérgomba (Clitocybe truncicola) a pereszkefélék családjába tartozó, Európában és Észak-Amerikában honos, lombos fák korhadó törzsén, tuskóján élő, nem ehető gombafaj.

## Megjelenése

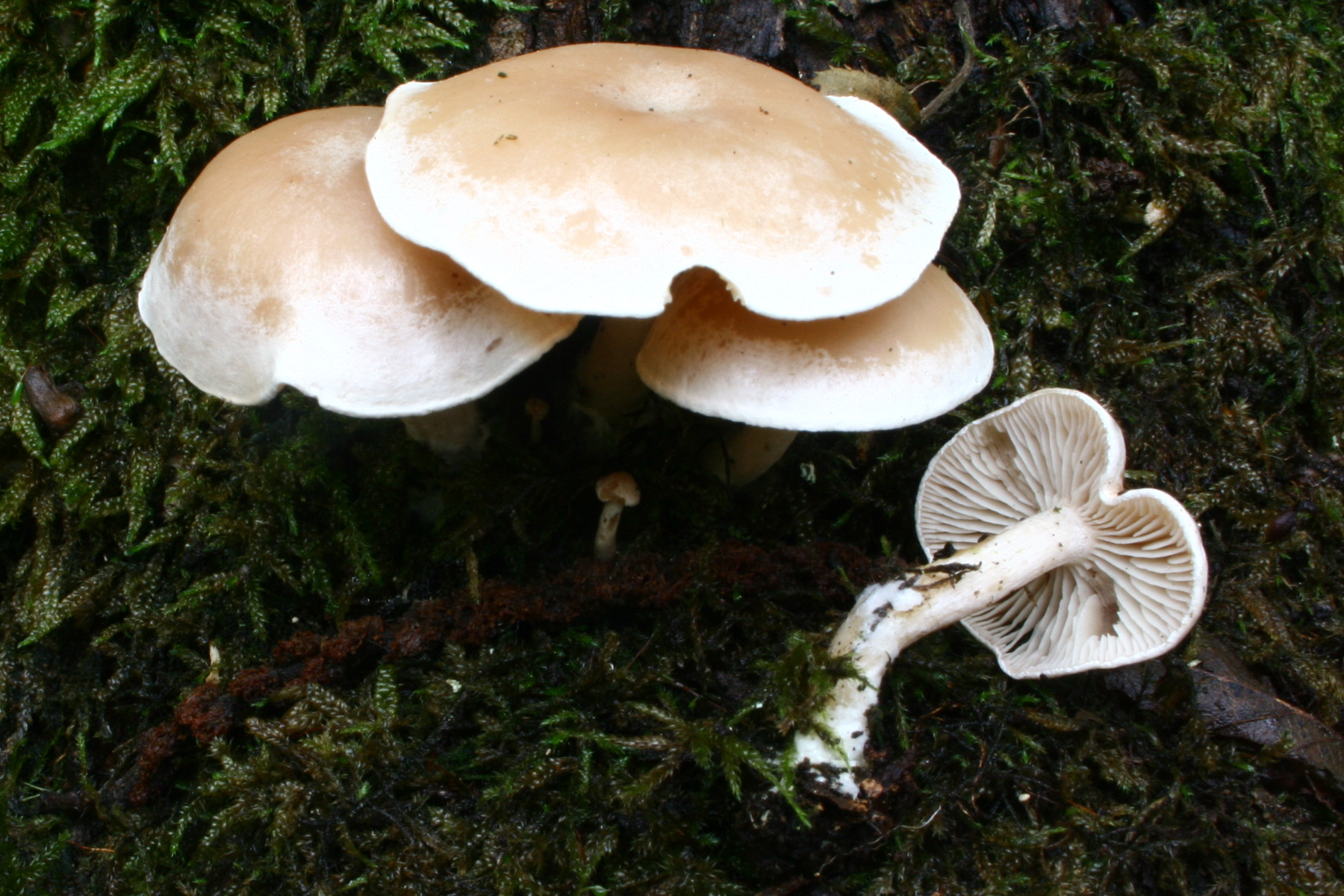

A ligeti tölcsérgomba kalapja 1-4 (5) cm széles. Alakja fiatalon szélesen domború, később közepe bemélyedővé válik. Széle eleinte begöngyölt, később is behajló marad. Színe fehéres, halvány húsbarnás, középen sötétebb. Szárazon nem fakul ki (nem higrofán). 
Húsa vékony, kemény, színe fehéres vagy halványbarnás. Szaga kellemes, íze nem jellegzetes vagy kissé dohos.
Sűrű lemezei tönkhöz nőttek vagy kissé lefutók, sok a féllemez, de a lemezek nem elágazók. Színük fiatalon fehéres, később sárgásbarnás.
Tönkje 1-3 (5) cm magas és 0.15-1 cm vastag. Alakja hengeres, tövénél gyakran hajlott. Színe fehéres, halványbézs vagy halványbarnás. Felszíne szálas, tetején kissé deres. Idősen üregesedik.
Spórapora fehér. Spórája nem amiloid, mérete 3-4,5 x 2,5-4,5 µm.

### Hasonló fajok
A fehér fatölcsérgomba, a viaszfehér tölcsérgomba, a kajsza lisztgomba hasonlíthat hozzá.

## Elterjedése és termőhelye
Európában és Észak-Amerikában honos.
Lombos fák erősen korhadó törzsén, ágain, maradványain él. Nyáron és ősszel terem.
Nem ehető, rokonai között mérgezők is vannak.    